# Benignus Pfeufer
Benignus Pfeufer (* 23. November 1732 in Bamberg; † 5. Oktober 1797 ebenda) war ein deutscher Jurist, Archivar und Schriftsteller.

## Leben
Benignus Pfeufer studierte in Bamberg Jurisprudenz und wurde Lizenziat der Rechte. Später ging er nach Wetzlar und arbeitete als Sekretär beim dortigen Kammergericht. Er erhielt zugleich den Charakter eines fürstbischöflichen Rats. In seiner Vaterstadt Bamberg wurde er sodann zum geheimen Archivar ernannt mit dem Charakter eines fürstlichen Hofrats. Er starb dort 1797 im Alter von knapp 65 Jahren.
Aus dem Französischen übersetzte Pfeufer Die wahrhafte Staatskunst für eine Person vom Stande (Frankfurt 1767). In den Verirrungen der Philosophie (Bamberg 1785), ebenfalls nach dem Französischen bearbeitet, lieferte er einen Anhang zum damals erschienenen Buch Der durch sich selbst widerlegte Deist oder Briefe an Jean-Jacques Rousseau über die philosophischen Irrtümer in seinen Schriften. Auch als dramatischer Dichter versuchte sich Pfeufer, doch ohne sonderlichen Erfolg. So verfasste er das Trauerspiel Vendelino (Wetzlar 1771), das eine freie Bearbeitung aus dem Französischen darstellende Drama Der Graf von Warwick (1771) und das Trauerspiel Karl und Leonore (Gießen 1772). Bleibenden Ruhm erwarb er sich durch seine Beiträge zu Bambergs topographischen und statistischen, sowohl älteren als neueren Geschichte (Bamberg 1791). 